# Виентян
Виентян (на лаоски: ວຽງຈັນ, Viangchan) е столицата на Лаос, както и административен център на провинция Виентян.
Той е най-населеният град в страната. Населението на града е от близо 300 000 жители, а на агломерацията надвишава 750 000 души.

## История
Виентян става столица през ХVІ век. Оттогава в града се преплитат архитектурни стилове от Франция, САЩ, Китай, Тайланд, Лаос, Виетнам и СССР. Градът привлича с френски колониални сгради и високи палми по улиците.
Названието на града се превежда от езика пали (език на будизма теравада) като „град на сандаловото дърво“, което се потвърждава от надписи на древен лаоски език, отразяващи етимологията на името. В съвременния лаоски език названието на града се пише в съответствие с неговото произношение, което поражда нееднозначни тълкования. Така, много лаосци твърдят, че названието се превежда като „град на луната“, тъй като думата „луна“ и „сандалово дърво“ на съвременен лаоски език се пишат и произнасят идентично („чан“). Романизираното произношение „Виентян“ има френски произход и е свързано с сложността да се произнесе твърдо „ч“ във френския език.
Казва се, че принц Тхаратха напуснал великото кралство Лао и основал на западния бряг на Меконг град, наречен тогава Маха Тхани Си Пхан Пхао. Днешното име на града е Удон Тхани и се намира в Тайланд. Един ден змия със 7 глави казала на принца да основе нов град, този път на източния бряг точно срещу предишния и да го нарече Чантабулу Си Сатанакханахуд, който по-късно бил преименуван на Виентян.
През 1354 г. Фа Нгум основава кралството Лан Ксанг. Тогава, макар и да не е столица, Виентян става важен град. През 1560 г. крал Сетхатиратх го прави столица. Когато Лан Ксанг се разпада през 1707 г., Виентян става самостоятелно кралство. През 1779 г. то е завладяно от Сиам (днешен Тайланд) и става негов васал. Крал Аноувонг надига неуспешна революция, която е потушена от Сиам през 1827 г. През 1893 г. кралство Виентян преминава под френско владичество. 6 години по-късно става столица на френския протекторат Лаос.

## Административно деление
Виентян е разделен на 5 района – Чантабулу, Хадксаифонг, Шикхотабонг, Хайсета и Сисатанак. Преди градът се е казвал Сисатанак. Намира се на река Меконг, която е граница между Тайланд и Лаос.

## Образование
Във Виентян се намира Националният университет на Лаос, който е сред малкото университети в страната. В него има факултети по архитектура, земеделие, инженерство, медицина и други. Сайт на университета: 

## Транспорт
Мостът на тайландско-лаоското приятелство, построен през 1990 г. с австралийски инвестиции, прекосява Меконг и свързва Виентян с Нонг Кхай в Тайланд. Той е най-важната транспортна връзка между 2-те съседни азиатски страни. По моста минават шосейни и железопътни линии.
Близо до Виентян се намира международното летище Уатай.

## Туризъм
В града има много забележителности, които заслужават да се видят. Във Виентян се намират много храмове и музеи. Истински туристически магнит е Патуксай – арка в центъра на града, изградена в лаоски стил по подобие на Арк де Триумф в Париж, Франция. Арката е построена с американски средства между 1962 и 1968 г. В действителност обаче парите са дарени за построяването на ново летище, а Лаос ги използвал за строежа на Патуксай.
Сред най-интересните места трябва да се споменат:
- Талат Сао (сутрешният пазар),
- храмовете Ват Си Сакет и Ват Сок Па Луанг и
- паркът на Буда с над 200 будистки и хиндуистки статуи – влиза се през 10-метрова уста на демон; атракция е и огромна статуя на Буда (висока 40 метра); Тхат Луанг е голям паметник, в който се вярва, че се намира реликва от Буда.

## Климат
Климатът във Виентян е тропичен саванен. Температурите са високи целогодишно, а мусонният сезон е от април до октомври.
| Климатични данни за Виентян                                                      | Климатични данни за Виентян | Климатични данни за Виентян | Климатични данни за Виентян | Климатични данни за Виентян | Климатични данни за Виентян | Климатични данни за Виентян | Климатични данни за Виентян | Климатични данни за Виентян | Климатични данни за Виентян | Климатични данни за Виентян | Климатични данни за Виентян | Климатични данни за Виентян | Климатични данни за Виентян |
| Месеци                                                                           | яну.                        | фев.                        | март                        | апр.                        | май                         | юни                         | юли                         | авг.                        | сеп.                        | окт.                        | ное.                        | дек.                        | Годишно                     |
| Абсолютни максимални температури (°C)                                            | 35,6                        | 37,8                        | 40,0                        | 41,1                        | 38,9                        | 37,8                        | 36,1                        | 37,2                        | 38,9                        | 38,9                        | 34,4                        | 33,4                        | 41,1                        |
| Средни максимални температури (°C)                                               | 28,4                        | 30,3                        | 33,0                        | 34,3                        | 33,0                        | 31,9                        | 31,3                        | 30,8                        | 30,9                        | 30,8                        | 29,8                        | 28,1                        | 31,1                        |
| Средни температури (°C)                                                          | 22,8                        | 24,8                        | 27,6                        | 29,4                        | 28,8                        | 28,5                        | 28,1                        | 27,8                        | 27,7                        | 27,3                        | 25,3                        | 22,9                        | 26,7                        |
| Средни минимални температури (°C)                                                | 16,4                        | 18,5                        | 21,5                        | 23,8                        | 24,6                        | 24,9                        | 24,7                        | 24,6                        | 24,1                        | 22,9                        | 19,3                        | 16,7                        | 21,8                        |
| Абсолютни минимални температури (°C)                                             | 0,0                         | 7,6                         | 12,1                        | 17,1                        | 20,0                        | 21,1                        | 21,2                        | 21,1                        | 21,2                        | 12,9                        | 8,9                         | 5,0                         | 0,0                         |
| Средни месечни валежи (mm)                                                       | 7,5                         | 13,0                        | 33,7                        | 84,9                        | 245,8                       | 279,8                       | 272,3                       | 334,6                       | 297,3                       | 78,0                        | 11,1                        | 2,5                         | 1660,5                      |
| -------------------------------------------------------------------------------- | --------------------------- | --------------------------- | --------------------------- | --------------------------- | --------------------------- | --------------------------- | --------------------------- | --------------------------- | --------------------------- | --------------------------- | --------------------------- | --------------------------- | --------------------------- |
| Източник: World Weather Information Service, Deutscher Wetterdienst, Climatebase |                             |                             |                             |                             |                             |                             |                             |                             |                             |                             |                             |                             |                             |

## Побратимени градове
- Банкок, Тайланд
- Читагонг, Бангладеш
- Пном Пен, Камбоджа
- Орландо, Флорида, САЩ
- Хошимин, Виетнам
- Чиребон, Индонезия